# Гамбье, Джеймс (адмирал)
Джеймс Гамбье (англ. James Gambier; 1723 — 8 января 1789) — флотский офицер, в 1770−1771 годах командующий Североамериканской станцией, впоследствии вице-адмирал.

## Биография
Сын Джеймса Гамбье, начальника флотской тюрьмы, и его жены, Мэри, урожденной Мид. Его дед, Николя Гамбье, гугенот из города Кан, перебрался в Англию после отмены Нантского эдикта (1685 год).
Джеймс Гамбье несомненно начинал службу на флоте при поддержке своего дяди по матери, капитана Сэмюэла Мида (англ. Samuel Mead). В 1743 году стал лейтенантом, а 3 апреля 1746 года был назначен командиром шлюпа Speedwell; действовал в Северном море. 5 декабря 1747 года, незадолго до конца войны 1739−48 годов он был произведен в капитаны, и кратковременно командовал HMS Flamborough и HMS Squirrel, оба 24-пушечные. Оба были проданы по окончании войны. Именно в это время Гамбье приобрел некоторую известность, проиграв судебный процесс по поводу адюльтера с Марией де Буже́ (фр. Maria de Bouget), второй женой адмирала сэра Чарльза Ноулза (англ. Charles Knowles).
В начале Семилетней войны он командовал малыми кораблями, а в 1758 году был назначен командовать HMS Burford (70), с которым присутствовал при взятии Луисбурга, а в следующем году при захвате Гваделупы и неудачном нападении на Мартинику. Вернулся в европейские воды и был при Кибероне. С этого времени и до конца войны Burford входил в состав Флота Канала. Карьера Гамбье в этот момент была не блестящей; упоминается, например, разногласия с адмиралом сэром Эдвардом Хоком, который в декабре 1760 года не позволил Гамбье вернуться в Плимут из блокадной эскадры у берегов Франции, якобы для исправления представленного им списка фиктивных дефектов.
Всегда безденежный, Гамбье тем не менее имел связи, которые обеспечили ему место в мирное время. Его сестра Сьюзан была замужем за вице-адмиралом сэром Самуэлем Корнишем, в то время депутатом Парламента. Другая сестра, Маргарет, была замужем за капитаном Чарльзом Миддлтоном, а племянницу прочили замуж в семью Питта. С 1766 по 1770 год Гамбье командовал HMS Yarmouth (64), брандвахтой в Чатеме, после чего в течение десяти месяцев в звании коммодора был командующим Североамериканской станцией.
Его основной задачей было перевести главную базу из Галифакса в Бостон, что было нелегко в связи с ростом враждебности местных жителей, которых он пытался урезонить. Он был отозван со сменой правительства (казначейство было недовольно его расходами), и заменён контр-адмиралом. Лорд Сэндвич, чтобы сгладить эту неприятность офицеру со связями, назначил Гамбье в Военно-морской комитет, и сделал уполномоченным по снабжению, а вскоре после этого, 2 сентября 1773 года, постоянным представителем на верфи в Портсмуте. С этой должностью он явно не справлялся. 23 января 1778 года по выслуге лет Гамбье был произведён в контр-адмиралы; Сэндвич отправил его в Америку, заместителем командующего, вице-адмирала лорда Хау, и он прибыл в Санди-Хук 27 мая. Его задачей было следить за оснащением и ремонтом кораблей в Нью-Йорке, и он не принимал активного участия в отражении французов под командованием д’Эстена в 1778 году. После того, как в сентябре Хау оставил командование и отправился в Англию, Гамбье на короткое время стал главнокомандующим, пока его не заменил вице-адмирал Джон Байрон, прибывший 1 октября. Результаты службы в Нью-Йорке показали его неспособность нести груз командования в военное время. Были проблемы c производством в званиях по его приказу, и с выданными им приватирскими патентами, а его репутация среди лоялистов в Нью-Йорке была очень невысока. Когда 6 апреля 1779 года он покинул пост, один лоялист заметил:

Всеобщая радость, во всех рангах и сословиях. Я полагаю, никого ещё не презирали так единодушно, как эту старую рептилию.
Оригинальный текст (англ.)Universal joy in all rank and conditions. I believe no person was ever more generally detested than this penurious old reptile.

(Wilcox, 265–6)

Гамбье позже защищал своё поведение в статье «Изложение фактов относительно поведения вице-адмирала Гамбье во время его последнего командования в Северной Америке» (1782). Гамбье оставался вне службы остаток войны, но стал вице-адмиралом 26 сентября 1780 года. Его последний, короткий период активной службы прошёл в качестве главнокомандующего в Вест-Индии. 20 октября 1783 года он покинул Спитхед на HMS Europa (64), а вернулся 25 августа 1784 года.

## Семья
Гамбье был дважды женат. Подробности о его первой жене неизвестны, а второй, на которой он женился, вероятно, в 1788 году, была Сара Ньюкомб (англ. Sarah Newcombe). Он умер 8 января 1789 года на Берлингтон-стрит, в городе Бат. Его племянником был Джеймс Гамбье, впоследствии 1-й барон Гамбье.